# الحرب الشاملة (سلسلة)
الحرب الشاملة (بالإنجليزية: Total War) هي سلسلة ألعاب فيديو إستراتيجية تم تطويرها بواسطة شركة ذا كريتيف أسمبلي وهي تجمع استراتيجية تناوب الأدوار وإدارة الموارد مع تكتيكات الوقت الحقيقي في المعارك. أول لعبة من سلسة هي الحرب الشاملة: شوغون أعلن عنها سنة 2000، وأخر إصدار للسلسلة هي الحرب الشاملة: الممالك الثلاثة والتي تم اصدارها في 23 ماي 2019. وقد تم الإعلان عن إصدار جديد يحمل عنوان ملحمة الحرب الشاملة: طروادة، والتي تم اصدارها على منصة ستيم سنة 2020.  تم إصدار أول سلسلة، Shogun: Total War ، في يونيو 2000. وكانت أحدث لعبة رئيسية تم إصدارها هي الحرب الشاملة: فرعون في 11 أكتوبر 2023.

## الألعاب
| العنوان                            | تاريخ الإصدار                     | محرك اللعبة                                                | نظام التشغبل                                | الإضافات                                                                                                   | اللعبة + باقة الإضافات                                                               | Total War: Eras | Total War Anthology | Total War Collection | Total War Grand Master Collection | Game Of The Year Edition |
| ---------------------------------- | --------------------------------- | ---------------------------------------------------------- | ------------------------------------------- | --- | ------------------------------------------------------------------------------------ | --------------- | ------------------- | -------------------- | --------------------------------- | ------------------------ |
| شوغون: الحرب الشاملة               | 2000, 2001                        | TW Engine 1                                                | مايكروسوفت ويندوز                           | شوغون: الحرب الشاملة                                                                                       | Warlord Edition, Gold Edition                                                        | نعم             | نعم                 | لا                   | لا                                | لا                       |
| القرون الوسطى: الحرب الشاملة       | 2002, 2003                        | TW Engine 1                                                | مايكروسوفت ويندوز                           | العصور الوسطى: الحرب الشاملة                                                                               | Gold Edition                                                                         | نعم             | نعم                 | لا                   | لا                                | لا                       |
| الحرب الشاملة: روما                | 2004, 2005, 2006 2010 (ماك أو إس) | TW Engine 2                                                | مايكروسوفت ويندوز، ماك أو إس (Gold Edition) | روما: الحرب الشاملة: الغزو البربري، Alexander                                                              | Gold Edition                                                                         | نعم             | نعم                 | نعم                  | نعم                               | لا                       |
| القرون الوسطى II: الحرب الشاملة    | 2006, 2007                        | TW Engine 2                                                | ويندوز، ماك أوس، لينكس                      | Kingdoms                                                                                                   | Gold Edition                                                                         | لا              | نعم                 | نعم                  | نعم                               | لا                       |
| إمباير: الحرب الشاملة              | 2009, 2012 (Mac ماك أو إس)        | وارسكايب اينجين 32-بت TW Engine 3 (Warscape Engine) 32-bit | مايكروسوفت ويندوز، ماك أو إس، لينكس         | إمباير: الحرب الشاملة                                                                                      | Gold Edition                                                                         | لا              | نعم                 | نعم                  | نعم                               | نعم                      |
| نابليون: الحرب الشاملة             | 2010, 2013 (ماك أو إس)            | وارسكايب اينجين 32-بت TW Engine 3 (Warscape Engine) 32-bit | مايكروسوفت ويندوز، ماك أو إس                | نابليون: الحرب الشاملة                                                                                     | Gold Edition                                                                         | لا              | لا                  | نعم                  | نعم                               | نعم                      |
| الحرب الشاملة: شوغون 2             | 2011, 2012, 2014 (ماك أو إس)      | وارسكايب اينجين 32-بت TW Engine 3 (Warscape Engine) 32-bit | ويندوز، ماك أوس، لينكس                      | الحرب الشاملة: شوغون 2, Fall of the Samurai ‏                                                               | Gold Edition                                                                         | لا              | لا                  | لا                   | نعم                               | لا                       |
| الحرب الشاملة: روما 2              | 2013                              | وارسكايب اينجين 32-بت TW Engine 3 (Warscape Engine) 32-bit | ويندوز، ماك أوس، لينكس                      | - قيصر في بلاد الغال -حنبعل على الأبوب -الإمبراطور أغسطس - سخط اسبرطة -إنقسام الامبراطورية -صعود الجمهورية | -امبيرور اديشن -سبارتان اديشن -نسخة المجمعين -قيصر ادشن                              | لا              | لا                  | نعم                  | لا                                | لا                       |
| الحرب الشاملة: أتيلا               | 2015                              | وارسكايب اينجين 32-بت TW Engine 3 (Warscape Engine) 32-bit | مايكروسوفت ويندوز، ماك أو إس                | - آخر الرومانيين - عصر شارلمان                                                                             | -نسخة خاصة -طغاة وملوك                                                               | لا              | لا                  | لا                   | لا                                | لا                       |
| الحرب الشاملة: مطرقة الحرب         | 2016                              | وارسكايب اينجين 64-بت                                      | ويندوز، ماك أوس، لينكس                      | -محاربو الفوضى -نداء الوحوش -مملكة وود إلفس -بريتونيا -نورسكا                                              |                                                                                      |                 |                     |                      |                                   |                          |
| لحرب الشاملة: مطرقة الحرب 2        | 2017                              | وارسكايب اينجين 64-بت                                      | ويندوز، ماك أوس، لينكس                      | |                                                                                      |                 |                     |                      |                                   |                          |
| ملحمة الحرب الشاملة: عروش بريطانيا | 2018                              | وارسكايب اينجين 32-بت                                      | ويندوز، ماك أوس، لينكس                      | |                                                                                      |                 |                     |                      |                                   |                          |
| الحرب الشاملة: الممالك الثلاث      | 2019                              | وارسكايب اينجين 32+64                                      | ويندوز، ماك أوس، لينكس                      | |                                                                                      |                 |                     |                      |                                   |                          |
| الحرب الشاملة: طروادة              | 2020                              | وارسكايب اينجين 32+64                                      | ويندوز، ماك أوس، لينكس                      | الأمازون، أجاكس، ديوميديس، الأساطير                                                                        |                                                                                      |                 |                     |                      |                                   |                          |
| الحرب الشاملة: مطرقة الحرب 3       | 2022                              | وارسكايب اينجين 32+64                                      | ويندوز، ماك أوس، لينكس                      | ماك ، لينكس                                                                                                | الإمبراطوريات الخالدة، أبطال الفوضى، مصنع أقزام الفوضى، ظلال التغيير، عروش الاضمحلال |                 |                     |                      |                                   |                          |
| الحرب الشاملة: فرعون               | 2023                              | وارسكايب اينجين 32+64                                      | ويندوز، ماك أوس،                            | ماك ، لينكس                                                                                                | الإمبراطوريات الخالدة، أبطال الفوضى، مصنع أقزام الفوضى، ظلال التغيير، عروش الاضمحلال |                 |                     |                      |                                   |                          |

### شوغون: الحرب الشاملة
شوغون: الحرب الشاملة تتحدث عن اليابان الإقطاعية. وتَضَمَنَ نمط اللاعب الواحد مميزات تفاعلية تمثلت في القرارات الممكن إتخادها من قبل اللاعب، مثل تحويل الديانة إلى المسيحية. كان الإصدار الأول  شوغون  لا بأس به، رغم أنه جذب قاعدة جماهيرية مخصصة. تم الإفراج عن حزمة التوسيع Mongol Invasion، المدمجة مع توسيعة Warlord Edition.

### القرون الوسطى: الحرب الشاملة
القرون الوسطى: الحرب الشاملة تصور أحداث أوروبا في القرون الوسطى. صدر لها توسيعتين، الأولى هي Viking Invasion وباقة التوسيعات Battle Collection. وأعتبرت من بين أفضل الإصدارات الأكثر مبيعا في سلسلة الحرب الشاملة.

### روما: الحرب الشاملة
روما: الحرب الشاملة تقع أحداثها في زمن الجمهورية الرومانية، وهي أول إصدار شمل أهم المميزات الأساسية التي تمتاز بها سلسلة الحرب الشاملة، حيث تتشارك الإصدارات التالية في نفس فلسفة اللعبة (الجمع بين تعدد الأدوار والوقت الحقيقي).
أول حزمة توسعة كانت Barbarian Invasion وقد صدرت في 27 من سبتمبر 2005.
روما: الحرب الشاملة النسخة الذهبية (بالإنجليزية: Rome: Total War Gold Edition) هي باقة شملت جميع التصليحات للعبة الأصلية والتوسعة الأولى (Barbarian Invasion) وقد صدرت في 14 فبراير 2006، أما نسخة ماك أو إس فقد صدرت في 12 فبراير 2010. كما أعلن عن التوسعة الثانية روما: الحرب الشاملة: الإسكندر في 19 يونيو 2006.

### القرون الوسطى II: الحرب الشاملة
القرون الوسطى II: الحرب الشاملة	 هي الإصدار الثاني الغير مباشر للجزء الأول القرون الوسطى: الحرب الشاملة، صدرت في 10 نوفمبر 2006 في أوروبا وفي 14 نوفمبر في أمريكا الشمالية. شمل هذا الإصدار العديد من المميزات وصور العديد من الأحداث التاريخية مثل عصر الاستكشاف، (و الاستعمار الأوروبي للأمريكتين)، المغول وغزوات التيموريون. وأعلن عن باقة توسعة القرون الوسطى II: الحرب الشاملة: الممالك في 30 من مارس 2007.، احتوت هذه التوسعة على أربع حملات، كانت الأولى الحملة البريطانية والتي تصور أحداث بريطانيا في 1258، والحملات الصليبية في 1174، والحملات التوتونية في 1250 التي تقع أحداثها في منطقة البلطيق، والحملة الأمريكية في 1521 التي تقع أحداثها في العالم الجديد.

### إمباير: الحرب الشاملة
إمباير: الحرب الشاملة أعلن عنها في 22 أغسطس 2007 بواسطة سيجا. حيث كانت تطور اللعبة سرا لعد نزول توسعة Barbarian Invasion. وتدور أحداثها في القرنين 17م و18 م مع إستراتيجيات جديدة لم تعرف في سلسلة الحرب الشاملة بسبب الزمن الذي تدور فيه أحداث اللعبة. وكانت أول لعبة من السلسلة تعمل على ستيم.

### نابليون: الحرب الشاملة
نابليون: الحرب الشاملة صدرت في 23 فبراير 2010 في أمريكا الشمالية، وفي 26 فبراير من نفس السنة في أوروبا، ركز هذا الإصدار على حروب الثورة الفرنسية في أواخر 18th وحملات نابليون في بدايات القرن 19th. أعتبر هذا الإصدار ماهو إلا تطوير للإصدار السابق إمباير: الحرب الشاملة وإضافة مؤثرات بصرية وصوتية جديدة.

### الحرب الشاملة: شوغون 2
الحرب الشاملة: شوغون 2 صدرت النسخة الكاملة في 2 يونيو من 2010. تدور أحداث اللعبة في منتصف القرن ال16 في العصور الوسطى لليابان. محرك معركة الجديد يدعم ما يصل إلى 56,000 جندي في المعركة الواحدة، مما يجعل قدرة اللعبة على المحاكاة أكبر بشكل ملحوظ مما كانت عليه في نابليون: الحرب الشاملة، وهي أيضا الإصدار الثاني الغير مباشر ل شوغون: الحرب الشاملة.

### الحرب الشاملة: روما 2

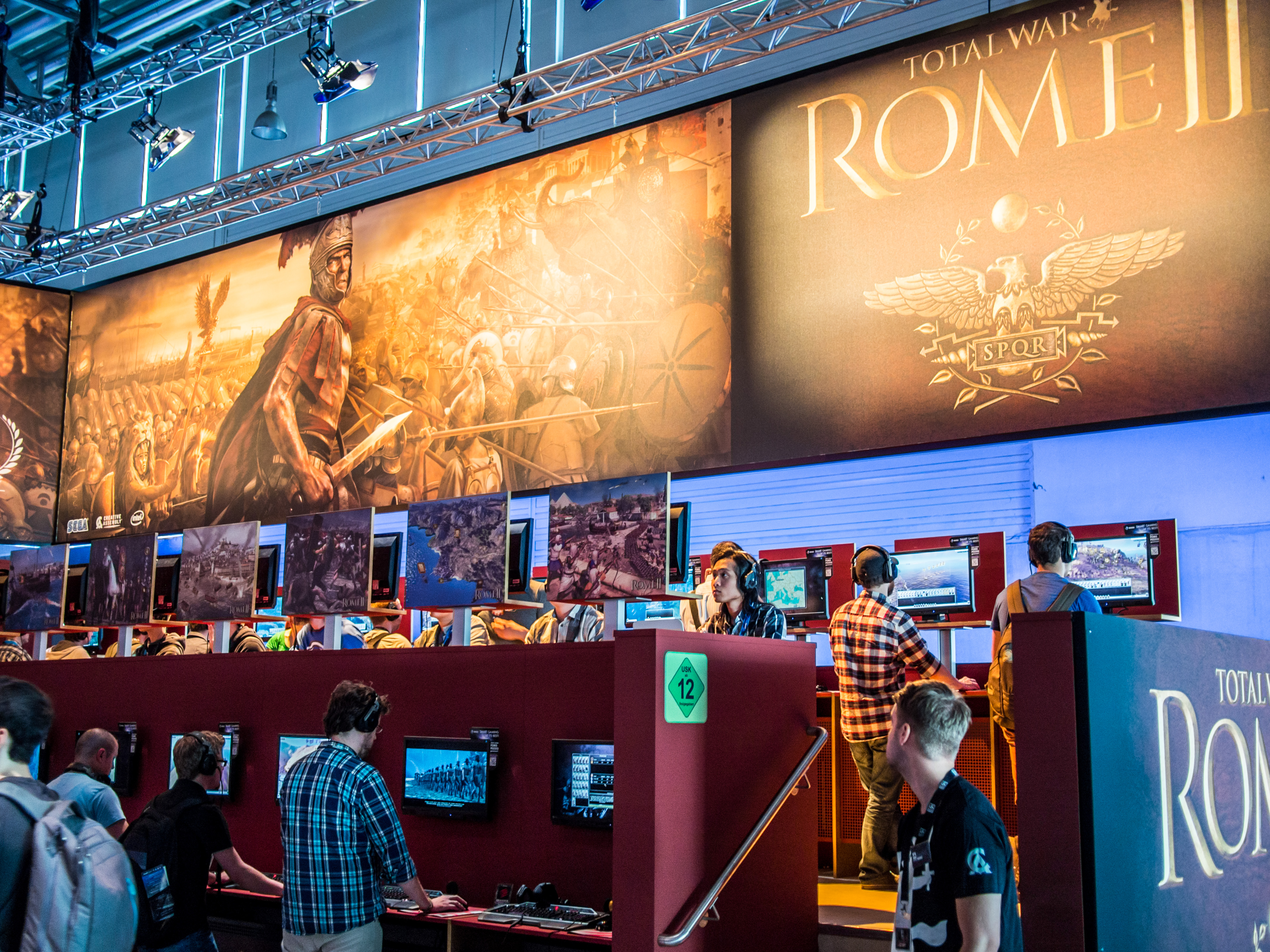
لعبة روما 2 في معرض جيمز كوم سنة 2013

الحرب الشاملة: روما 2 تصور فترة ما قبل الميلاد، وتركز بشكل عميق على تصوير الثقافات القديمة في ذلك الوقت. أحداث اللعبة تبدأ من 272 ق.م وتستمر لمدة 300 سنة. أطلقت في 3 من سبتمبر 2013، واجهت اللعبة عدة مشاكل تقنية إبان إطلاقها (البعض من هذه المشاكل تم تصليحه في نسخة الإمبراطور)، رغم ذلك فهي تعتبر ناجحة تجاريا محققة مبيعات تفوق الإصدارات السابقة.

### الحرب الشاملة: أتيلا
قي 9 من سبتمبر 2014، أعلنت ذا كريتيف أسمبلي في التويتر عن قدوم الجزء الجديد من سلسلة الحرب الشاملة. وتعتبر الجزء القادم الذي سيصدر في 17 فبراير 2015.

### الحرب الشاملة: مطرقة الحرب
تم الإعلان عن هذا الإصدار في 22 أبريل 2015، غير هذا الإصدار قواعد اللعبة بأخذها إلى عالم الفانتازيا لأول مرة في تاريخ اللعبة. تم إصدار اللعبة في 24 ماي 2016.

### الحرب الشاملة: مطرقة الحرب 2
أعلن عن الإصدار الثاني من هاته اللعبة بتاريخ 21 مارس 2017. وصدرت بتاريخ 28 سبتمبر 2017.

### ملحمة الحرب الشاملة: عروش بريطانيا
تم إصدار هذه النسخة بتاريخ 03 مايو 2018. تنطلق اللعبة من سنة 878، بعد موت راغنار لوثبروك وما جرى بعده من عمليات متتالية للفايكنج، من طرف الجيش الوثني العظيم.

### الحرب الشاملة: الممالك الثلاثة
أصدرت بتاريخ 23 مايو 2019، لعبة الممالك الثلاثة نقلت سلسلة الحرب الشاملة إلى أراضي جديدة في الصين في الحقبة المعروفة بالممالك الثلاثة، خلال حكم سلالة الهان.

### ملحمة الحرب الشاملة: طروادة
تم إصدارها في 13 أغسطس 2020. . موضوع اللعبة هو حرب طروادة المشهورة التي ذكرها هوميروس في الإلياذة.

### الحرب الشاملة: مطرقة الحرب 3
تم الإعلان عن خاتمة ثلاثية مطرقة الحرب في فبراير 2021، حيث تقدم فصائل تستند إلى كل من آلهة الفوضى، تم إصدار اللعبة في 17 فبراير 2022. على الرغم من أنها ليست لعبة خدمة مباشرة من الناحية الفنية، فإن عمر الثلاثية يعني أنها قريبة من نوع الخدمة المباشرة في بعض الأحيان.

### الحرب الشاملة: فرعون
تم الإعلان عن اللعبة التي تركز على فترة المملكة المصرية الحديثة في مصر القديمة، في 23 مايو 2023 وتم إصدارها في 11 أكتوبر 2023

## روابط خارجية
- الموقع الرسمي
- Total War Games على مشروع الدليل المفتوح
- معلومات على Allpcgame